# Hochzeigerhaus
Das Hochzeigerhaus ist eine bewirtschaftete Berghütte im vorderen Pitztal bei Jerzens, inmitten des Skigebiets Hochzeiger. Es liegt auf 1829 m ü. A. in den Ötztaler Alpen in Tirol. Außerdem bietet es Übernachtungsmöglichkeit für bis zu 116 Personen.

## Aufstieg
Der einfache Aufstieg erfolgt entweder mit dem Auto über einen Schotterweg direkt zum Haus oder zu Fuß von der Bergstation der Hochzeigerbahn. Von der Talstation ist das Hochzeigerhaus in 1 ½ – 2 Stunden erreichbar.

## Übergänge zu anderen Hütten
- über den Hochzeiger und das Wildgrat zur Erlanger Hütte, 2541 m in einer Gehzeit von 5 Stunden
- zum Selber Haus, 883 m in einer Gehzeit von 3 Stunden

## Gipfelmöglichkeiten
- Wildgrat, 2974 m
- Hochzeiger, 2582 m
- Hoher Gemeindekopf durch das Riegetal, 2771 m